# Fernando Freitas
Pour les articles homonymes, voir Freitas.
Fernando Freitas, de son nom complet Fernando José António Freitas Alexandrino, est un footballeur portugais né le 21 juillet 1947 à Benguela en Angola portugais. Il évoluait au poste de défenseur central.

## Biographie

### En club
Fernando Freitas joue au Portugal durant toute sa carrière. Il évolue notamment pendant neuf saisons avec l'équipe du CF Belenenses, et pendant sept saisons avec le club du FC Porto.
Il dispute un total de 371 matchs en première division portugaise, inscrivant un but. Avec le FC Porto, il est sacré champion à deux reprises,.
Avec le club Portista, il remporte également la Coupe du Portugal en 1977,.
Au sein des compétitions continentales européennes, il dispute cinq matchs en Coupe d'Europe des clubs champions, huit en Coupe de l'UEFA, et enfin dix en Coupe des coupes. Il atteint les quarts de finale de la Coupe des coupes en 1982 avec le FC Porto, en étant battu par le club belge du Standard de Liège.

### En équipe nationale
International portugais, il reçoit neuf sélections en équipe du Portugal entre 1972 et 1976, pour aucun but marqué.
Il joue son premier match en équipe nationale le 10 mai 1972 dans le cadre des qualifications pour la Coupe du monde 1974 contre Chypre (victoire 1-0 à Nicosie). 
Son dernier match a lieu le 7 octobre 1980 contre les États-Unis en amical (match nul 1-1 à Lisbonne).

## Palmarès
Avec le CF Belenenses :
- Vice-champion du Portugal en 1973

Avec le FC Porto :
- Champion du Portugal en 1978 et 1979
- Vice-champion du Portugal en 1980, 1981 et 1983
- Vainqueur de la Coupe du Portugal en 1977
- Finaliste de la Coupe du Portugal en 1978, 1980 et 1981